# Comuna Drăgănești, Prahova
Drăgănești este o comună în județul Prahova, Muntenia, România, formată din satele Bărăitaru, Belciug, Cornu de Jos, Drăgănești (reședința), Hătcărău, Meri și Tufani.

## Așezare
Comuna se află pe malul stâng al Teleajenului și al Prahovei (în zona confluenței celor două râuri), și pe malul drept al Cricovului Sărat, având terenuri nelocuite și pe malul stâng al celui din urmă, terenuri traversate de șoseaua DN1D, care leagă Ploieștiul de Urziceni. Această șosea se intersectează lângă Bărăitaru cu șoseaua județeană DJ100B, care o leagă spre est de Fulga și spre vest de Balta Doamnei și Gorgota (unde se intersectează cu DN1). Din acest drum județean se ramifică la Drăgănești DJ101F, care duce spre nord către Valea Călugărească, și DJ147, un drum secundar care deservește câteva sate învecinate și se unește la loc cu DJ100B la Gherghița.

## Demografie
Componența etnică a comunei Drăgănești
     Români (84,14%)
     Romi (8,3%)
     Alte etnii (7,56%)
Componența confesională a comunei Drăgănești
     Ortodocși (91,11%)
     Alte religii (1,17%)
     Necunoscută (7,72%)
Conform recensământului efectuat în 2021, populația comunei Drăgănești se ridică la 4.432 de locuitori, în scădere față de recensământul anterior din 2011, când fuseseră înregistrați 4.941 de locuitori. Majoritatea locuitorilor sunt români (84,14%), cu o minoritate de romi (8,3%). Din punct de vedere confesional, majoritatea locuitorilor sunt ortodocși (91,11%), iar pentru 7,72% nu se cunoaște apartenența confesională.

## Politică și administrație
Comuna Drăgănești este administrată de un primar și un consiliu local compus din 13 consilieri. Primarul, Ionuț Georgian Toma[*], de la Partidul Social Democrat, este în funcție din octombrie 2020. Începând cu alegerile locale din 2024, consiliul local are următoarea componență pe partide politice:
|  | Partid                          | Consilieri | Componența Consiliului | Componența Consiliului | Componența Consiliului | Componența Consiliului | Componența Consiliului | Componența Consiliului | Componența Consiliului | Componența Consiliului |
|  | ------------------------------- | ---------- | ---------------------- | ---------------------- | ---------------------- | ---------------------- | ---------------------- | ---------------------- | ---------------------- | ---------------------- |
|  | Partidul Social Democrat        | 8          |                        |                        |                        |                        |                        |                        |                        |                        |
|  | Alianța Dreapta Unită           | 2          |                        |                        |                        |                        |                        |                        |                        |                        |
|  | Partidul Național Liberal       | 2          |                        |                        |                        |                        |                        |                        |                        |                        |
|  | Alianța pentru Unirea Românilor | 1          |                        |                        |                        |                        |                        |                        |                        |                        |

## Istorie
În 1871, Drăgănești era o comună din plasa Câmpu, cu 1220 locuitori, formată din cătunele: Baraictaru, Brebu, Drăgănești (reședință) și Meri.
La sfârșitul secolului al XIX-lea, comuna Drăgănești era reședința plășii Câmpul din județul Prahova. Era formată din 3 cătune: Drăgănești, Meri și Baraictarul-Brebu, totalizând o populație de 1672 de locuitori în 1892. În sat, existau atunci o școală de la 1869, în care în 1892 învățau 54 de elevi; și trei biserici: una în satul Baraictarul și două în Drăgănești, din care una era capela fraților Xenocrat, proprietarii moșiei Drăgănești, zidită în 1857–1860, și cealaltă, datând de la 1667, fusese zidită de postelnicul Șerban Cantacuzino în timpul lui Leon Vodă. Restul teritoriului actual al comunei aparținea altor două comune: Hătcărăul și Cornurile, ambele fiind arondate aceleiași plăși, Câmpul. Comuna Hătcărăul avea 3 sate: Hătcărău, Tufani și Malamuc (ultimul fiind astăzi în comuna Gherghița) cu 1032 de locuitori și două biserici (una în Hătcărău, fondată la 1843 și una în Malamuc, fondată în 1870). Comuna Cornurile era formată din Cornu de Jos și Cornu de Sus (ultimul fiind astăzi în comuna Dumbrava), având în total o populație de 657 de locuitori, o singură biserică zidită în 1790 și o școală datând din 1874 frecventată în 1892 de 28 de elevi, toți băieți.
În perioada interbelică, în anuarul SOCEC din 1925 apare și satul Belciuguri, ca parte a comunei Cornurile, iar Drăgănești a fost în continuare reședință de plasă, denumită în acea perioadă Drăgănești. În 1950, plasa și județul au fost desființate, comunele fiind arondate mai întâi raionului Urlați din regiunea Prahova și apoi raionului Ploiești din regiunea Ploiești. În 1968, județul Prahova s-a reînființat, iar comunele Hătcărăul și Cornurile au fost desființate, o parte din satele lor trecând la comuna Drăgănești.

## Monumente istorice
În comuna Drăgănești se află conacul Șerban Cantacuzino (1658, cu transformări în secolul al XIX-lea), monument istoric de arhitectură de interes național aflat în satul de reședință. Tot în Drăgănești se află și crucea înfrângerii Răscoalei Seimenilor (1655), aflată în grădina lui Vasile Mihai, clasificată ca monument memorial sau funerar de interes național.
În rest, alte șaisprezece obiective din comună sunt incluse în lista monumentelor istorice din județul Prahova ca monumente de interes local. Două dintre ele sunt situri arheologice: așezarea daco-romană „Drăgăneasca” din satul de reședință; și așezarea din secolele al VIII-lea–al X-lea de pe drumul spre Tufani, pe terasa Prahovei, în zona satului Hătcărău. Celelalte paisprezece sunt clasificate ca monumente de arhitectură și se află toate în satul Drăgănești: casele Ștefan Savu (1916), Nicolae Stoica (1828), Ecaterina Gheorghe (prima jumătate a secolului al XX-lea), S. Băjenaru (1933), Vasile Preda (1930), Dumitru Tănase (1925), Nicolae Croitoru (1925), Constantin Nicodim (1930), Ion Mirică (1920), Mihail Cioabă (1928), Virginia Nicodim (1920) și Dumitra Cristea (1930); fânarul Ion Călugăru (1938); și gospodăria Dănuț Ursu (1930), ansamblu alcătuit din casă și anexă gospodărească.